# Ferdinand Gregorovius
Ferdinand Gregorovius (Neidenburg, Kelet-Poroszország, 1821. január 19. – München, 1891. május 1.) német történetíró, történész, újságíró és író. Miután teológiai tanulmányokat folytatott, és a Königsbergi Egyetemen filozófiából doktorált, 1852-ben, 31 évesen Itáliába költözött, ahol ettől kezdve magántudósként élt Rómában. Csak 1875-ben költözött vissza Németországba. Élete utolsó éveit Münchenben töltötte.
A történetírás klasszikusának számít Gregorovius monumentális műve A római városállam története a középkorban (1871), amelyen több mint 18 évig dolgozott, és amelyhez számos levéltári anyagot tett hozzáférhetővé. A Wanderjahre in Italien (Vándorévek Itáliában) című művét, amelyet újságírói munkássága eredményeként írt, Goethe Italienische Reise című műve után máig a német Itália-képhez való legfontosabb hozzájárulásnak tartják. A benne szereplő útirajzok nagyrészt a történeti tájleírás műfajához tartoznak, amelyet Gregorovius Korzika című könyvével (1854) alapított meg. Megírta az Athéni városállam történetét a középkorban (1889). Az 1871-ben megjelent Lucrezia Borgia und ihre Zeit (Lucrezia Borgia és kora) című életrajza ma is alapműnek számít. Gregorovius olyan művekkel szerzett magának nevet, mint az Euphorion. Eine Dichtung aus Pompeji in vier Gesängen (1858), Gregorovius költőként is megjelent. A posztumusz kiadott naplói nemcsak életébe és munkásságába nyújtanak betekintést, hanem a Risorgimento politikai eseményeit is kommentálják. Gregorovius több ezer levéllel terjedelmes ismeretterjesztő művet hagyott hátra.
Gregorovius, aki gyakran megfigyelésből merítette munkájának motivációját, művészi ambíciókkal rendelkező írónak tekintette magát. Theodor Mommsen és Leopold von Ranke mellett máig a 19. század egyik legolvasottabb történetírója. Történelmi műveinek irodalmi értéke vitathatatlan. Bár a történész szakírók sokáig dilettantizmussal vádolták, munkásságának elismerését még életében számos neves akadémiai tagság tükrözi. Az újabb kutatások munkásságának kritikai értékelésére törekednek.

## Munkássága
A gimnáziumot Gumbinnenben, bölcsészeti, történeti és teológiai tanulmányait pedig a Königsbergi Egyetemen végezte. Kezdetben többnyire romantikus irányú, szépirodalmi és irodalomtörténeti kérdésekkel foglalkozott. Lelkesedéssel üdvözölte az 1848-as mozgalmakat és rokonszenvvel kísérte a felkelő nemzetek, nevezetesen a lengyelek és a magyarok szabadságharcát. A forradalmak leverése után történeti tanulmányok felé fordult, ekkor született a Der Tod des Tiberius c. történeti drámája (Hamburg 1851). Ezt első nagyobb históriai műve követte: Geschichte des römischen Kaisers Hadrian u. seiner Zeit (Hamburg 1851, 3 kiad. 1884), amely különösen a művelődéstörténeti háttér miatt jelentős.
1852-ben eljutott Rómába, amelyet később a második hazájának tartott. Itt írta meg Gesch. der Stadt Rom im Mittelalter (1. kiad. 8. köt. 1859–1873, IV. kiad. 1886–92) c. művét. Közben kisebb dolgozatokban számolt be olaszországi tanulmányútjairól; ilyenek a Corsica (1854, 2 köt.), Siciliana (1860, Capri (1868), Latenische Sommer (1863); Von Ravenna bis Mentana (1871) és Apulische Landschaften (1877) cimű művei. Hasonló irányú a Figuren, Geschichte, Leben und Scenerie aus Italien című mű. Euphorion című eposzát (1858, 2. kiad. 1872) klasszikus szellemben írta. 1856-ban műfordítással jelentkezett, Giovanni Meli palermói költő dalait németre fordította (2. kiad. 1886). Munkájának mintegy kiegészítése a Die Grabmäler der römischen Päpste című kis könyv (1857, 2 kiad. 1881), amelyet magyarra is lefordítottak (Olcsó könyvtár).
1869–70-ben a vatikáni zsinaton megismerkedett a főpapi ellenzékkel, többek közt Haynald Lajossal és Strossmayerrel. Jelen volt továbbá Rómának az olasz királyi csapatok által történt megszállásánál 1870. szeptember 20-án. Róma városa diszpolgárnak választotta és olaszra fordították le művét: Storia della città di Roma nel medioevo (Velence 1874–76, 8 kötet).
1874-ben megírta Lucrezia Borgia c. művét, amelyben a főszereplő ártatlansága mellett állt ki (ezt Márkus M. és Feleki J. fordította magyarra, 3. kiad. 1892). Ezt követte az Urban VIII. im Wilderspruch zu Spanien u. dem Kaiser c. munka (1880), mely levéltári alapon tárja fel a kúria és a II. Ferdinánd közötti személyes ellentétet. 1880-tól a bizánci történettel kezdett behatóbban foglalkozni. 1882-ben adta ki az Athenais, Gesch. einer byzantinischen Kaiserin c. biográfiáját, melynek hátterét az athéni és konstantinápolyi tudományos és udvari élet képezi. 1882-ben Korfuról közölt idillikus útleirást. 1882-ben teljesen átdolgozta a Hadriánusról írt monográfiát; 1883-ban írt szülővárosáról, a német lovagrend egykori birtokáról (Die Ordensstadt neidenburg, Marienwerder). Ugyancsak 1883-ban adta ki Róma városának egy régi tervrajzát (Una pianta di Roma da Leonardo de besozzo milanese) a firenzei akadémia értekezéseiben és külön lenyomatban. 1886-ban jelent meg a Die Münzen Alberichs c. értekezés (müncheni akadémia) és Hat Alarich die Götter Griechenlands vernichtet? (uo.) 1887-ben jelent meg a Kleine Schriften zur gesch. u. Kultur gyűjtemény I. kötete, mely a felsorolt akadémiai értekezéseket tartalmazza. Ebben az évben III. Ottó német császár életrajzát is megírta az Allgem. Deutsche Biogr. számára és kiadta a Zug de katalonischen Kompagnie nach Böotien u. die Schlacht am Cephissus c. dolgozatot.
1888-ban jelent meg a Die beiden Crivelli c. (münch. akad.) értekezés. Ezt követték Die erste besitznahme Athens durch die Republik Venedigs (müncheni akadémiai értekezés, 1888) és a Geschichte der Stadt Athen von Justinian bis zur türkischen Eroberung (1889, 2 köt. Stuttgart). Ebben az úttörő munkában sok legendát küszöbölt ki a hagyományos történetből és kimutatta, hogy Athén városában a XII. században nem virágoztak a tudományok, mint azt Matthäus Paris nyomán több író állította. Erre vonatkozólag lásd még: Die legende vom Studium der Wissenschaften in Athen im XII. Jahrhundert c. értekezését, amely a Zeitschrift für Geschichte und Politikban (1888) jelent meg. Galanis e művet újgörögre fordította (1890). Ez évben jelent meg a Kleine Schriften II. kötete, a következő dolgozatokkal: Moderne Zustände Korsikas, Reiseerinnerungen aus Sicilien, Scenen vor Metz (1870), Die Modernisierung Roms, Lebensskizzen der Brüder Humboldt. Továbbá: Die grossen Monarchien (Müncheni akadémiai értekezés, 1891); Briefe aus der Correspondenzia Acciainoli in der Laurentiana zu Florenz (müncheni akadémia, 1890). Továbbá: Kleine Schriften (III. köt. 1892). Tartalmuk: Die Villa malta in Rom, Der Hegelianer Aug. Vera; Cl. Aug. Alertz; Urkundenbuch der Stadt Orvieto; Villa Ronzono; Das Bourbonenschloss Caserta; Die Abruzzen; Passionsspiele és Die grossen Weltmonarchien.
Halála után adta ki bizalmas barátja, Friedrich Althaus naplóit (Römische Tagebücher, Stuttgart, 1892), amelyek bár kaleidoszkópikus feljegyzések, mégis egy szép egészet mutatnak és a pápai Rómának utolsó éveit tükrözik. B. Schack pedig Gregoroviusnak hátrahagyott költeményeit adta ki (Gedichte, 1892) 1894-ben jelentek meg végül Hermann Thieléhez intézett levelei (Berlin).

## Magyarul megjelent művei
- Lucrezia Borgia. Egykorú okiratok és levelezések nyomán; ford. Márkus Miklós, Feleki József; Ráth, Budapest, 1886
- A pápák síremlékei pápaság történetének határkövei; ford. Hegedüs István; Franklin, Bp., 1886 (Olcsó könyvtár)
- Hadrián császár: a görög-római világ Hadrián korabeli rajza, ford. Pászthory János, 1897 (A Magyar Tudományos Akadémia Könyvkiadó Vállalata-sorozat)

## Fordítás
- Ez a szócikk részben vagy egészben  a   Ferdinand Gregorovius című német Wikipédia-szócikk ezen változatának fordításán alapul.  Az eredeti cikk szerkesztőit annak laptörténete sorolja fel. Ez a jelzés csupán a megfogalmazás eredetét és a szerzői jogokat jelzi, nem szolgál a cikkben szereplő információk forrásmegjelöléseként.